# Geografia del Pakistan

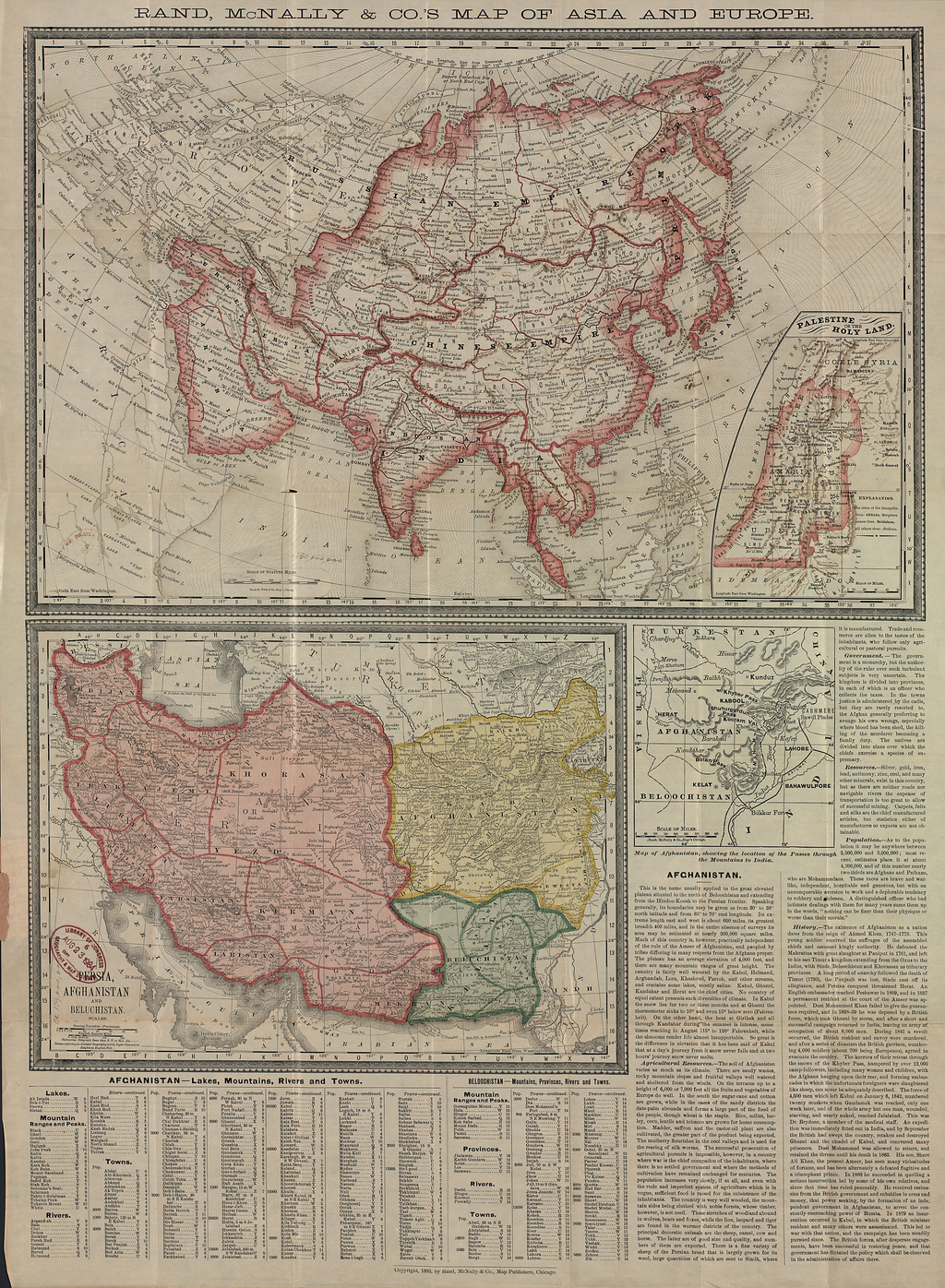

Il Pakistan confina a ovest con l'Iran, a nord-ovest e a nord con l'Afghanistan, a nord-est con la Cina e a est e sud-est con l'India. Il confine meridionale è delimitato dalla costa sul Mar Arabico.
A partire dal 1947, la regione del Kashmir, situata lungo la sezione occidentale dell'Himalaya, è oggetto di una controversia territoriale, con Pakistan, India e Cina che esercitano ciascuno il controllo su porzioni distinte dell'area. Una parte del territorio sotto amministrazione pakistana comprende il cosiddetto Azad Kashmir («Kashmir Libero»), che il Pakistan riconosce comunque come stato indipendente, con capitale a Muzaffarabad. La restante porzione del Kashmir amministrato dal Pakistan è costituita dalle aree di Gilgit e Baltistan, denominate collettivamente dal 2009 Gilgit-Baltistan (precedentemente note come Aree Settentrionali).

## Morfologia e Idrografia

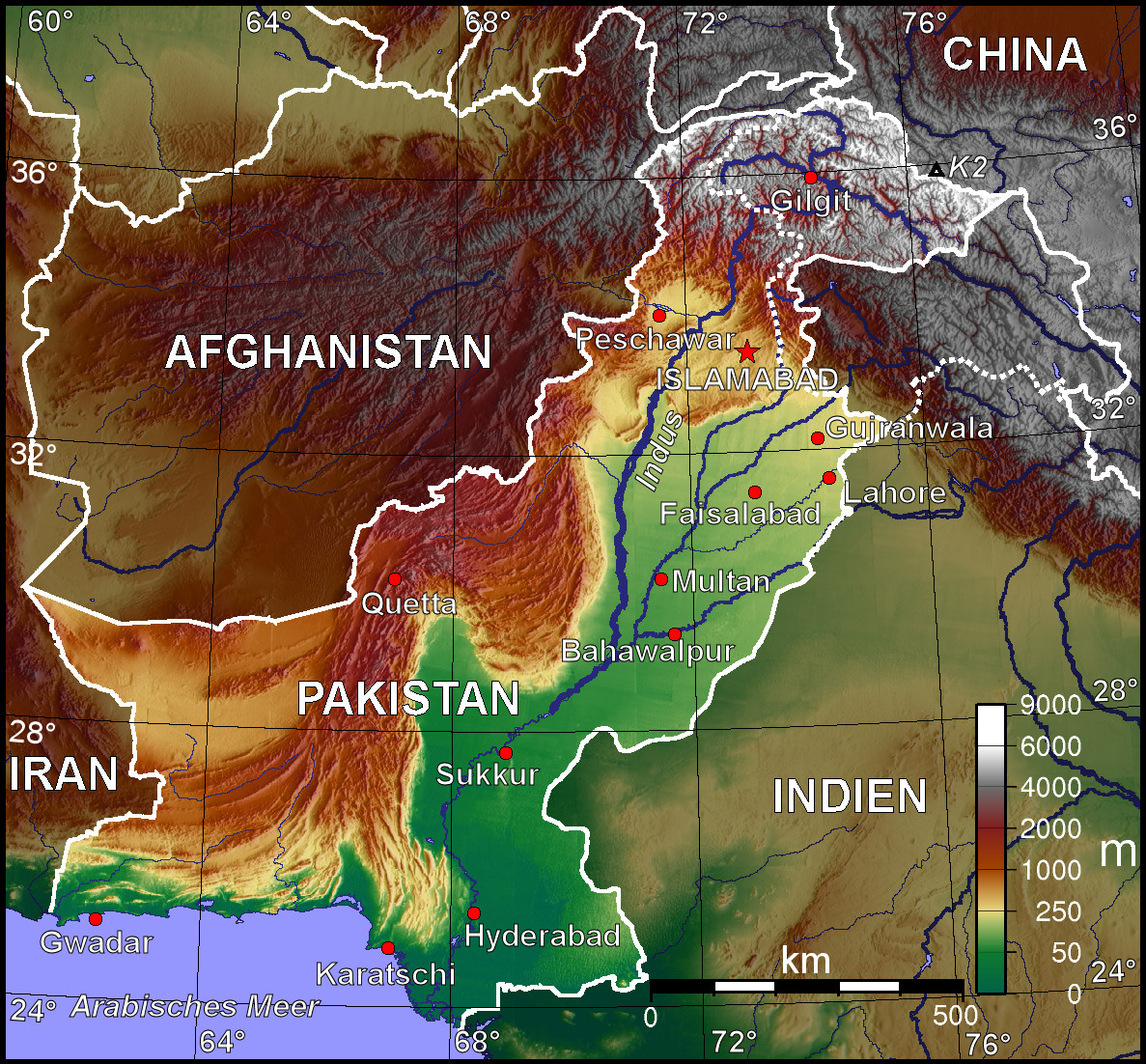
Carta fisica del Pakistan.

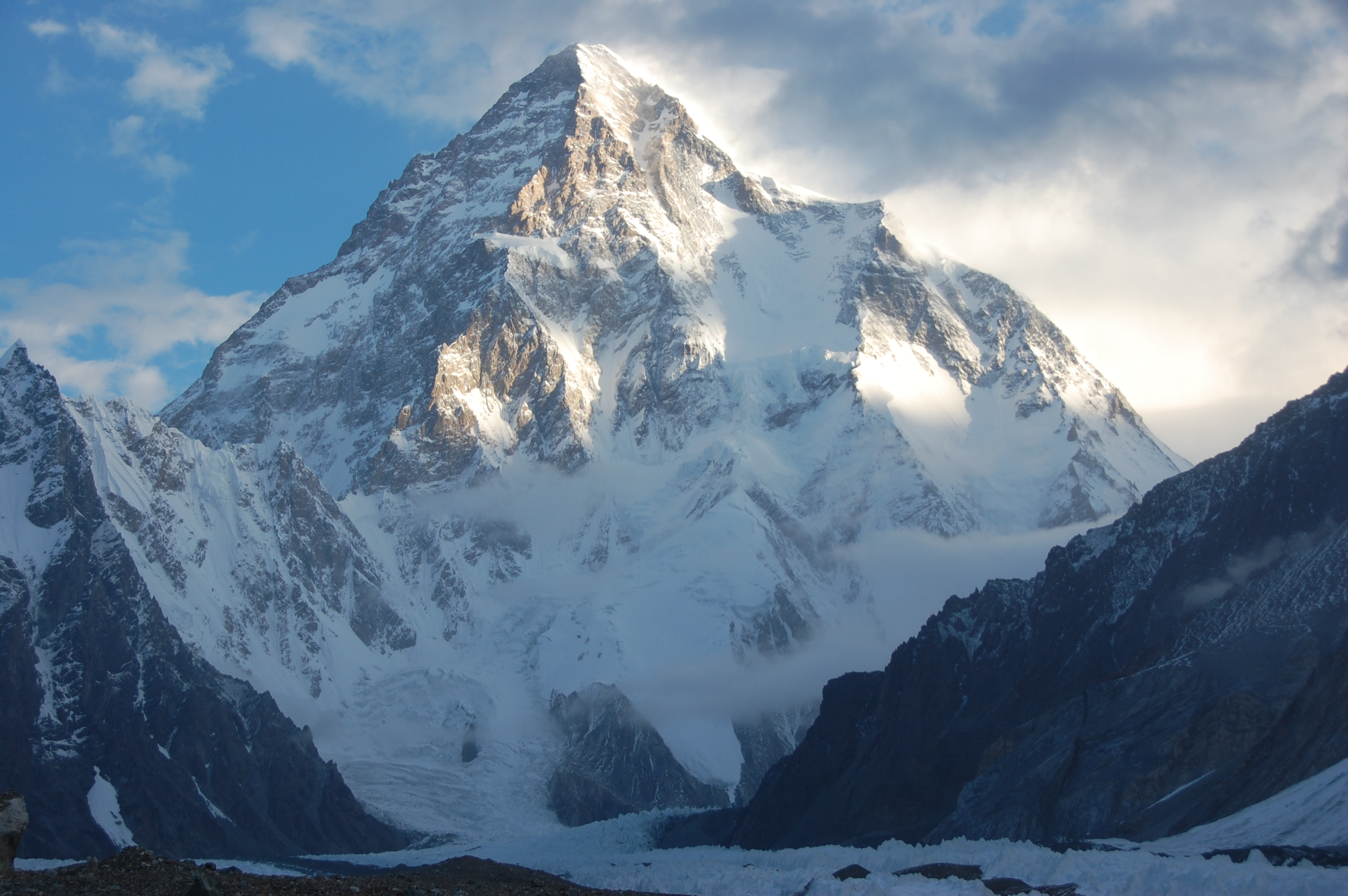
Il K2, nel Karakoram, visto dal Gilgit-Baltistan.

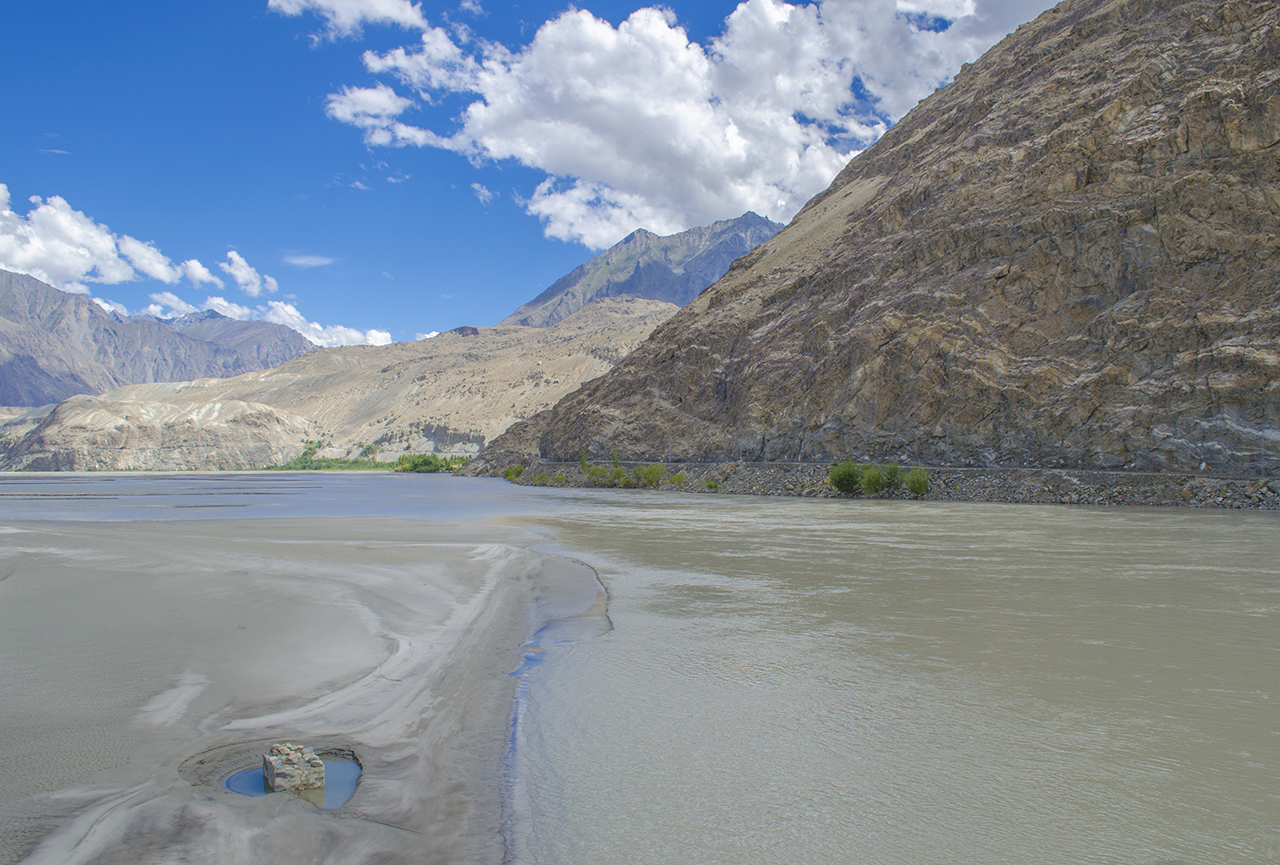
Lo Shyok nel distretto di Ghanche (Gilgit-Baltistan).

Il Pakistan è situato all'estremità occidentale della grande Pianura Indo-Gangetica. Circa tre quinti della superficie totale del paese sono costituiti da aspre aree montuose e altopiani, mentre i rimanenti due quinti comprendono un'ampia distesa di pianura livellata. Il territorio può essere suddiviso in cinque grandi regioni: le catene montuose dell'Himalaya e del Karakoram, con le rispettive subcatene; l'Hindu Kush e le montagne occidentali; l'altopiano del Belucistan; l'altopiano submontano (che comprende l'altopiano di Potwar, la Salt Range, la pianura trans-Indo e la regione di Sialkot); e la pianura del fiume Indo. All'interno di ciascuna di queste grandi divisioni si individuano ulteriori suddivisioni, comprendenti anche diverse aree desertiche.

### Le catene montuose dell'Himalaya e del Karakorum.
L'Himalaya, da lungo tempo barriera fisica e culturale tra l'Asia meridionale e l'Asia centrale, costituisce la bastionata settentrionale del subcontinente; i suoi rilievi occidentali occupano l'intera estremità settentrionale del Pakistan, estendendosi per circa 320 km all'interno del paese. Diffuso sul Kashmir e il Pakistan settentrionale, il sistema himalayano occidentale si suddivide in tre catene distinte, da sud a nord: la catena del Pir Panjal, la catena dello Zanskar e la catena del Ladakh. Più a nord si trova la catena del Karakoram, un sistema separato e contiguo all'Himalaya. L'altitudine di queste catene varia da circa 4.000 metri a oltre 6.000 metri sul livello del mare. Quattro delle vette della regione superano gli 8.000 metri, e molte altre raggiungono o superano i 4.500 m. Tra queste si annoverano cime imponenti come il Nanga Parbat (8.126 metri) e il K2, noto anche come Godwin Austen (8.611 m), situato nel Gilgit-Baltistan.
Diversi fiumi importanti nascono o attraversano le montagne del Kashmir per poi fluire in Pakistan. Dal Pir Panjal ha origine il fiume Jhelum (che attraversa la celebre Valle del Kashmir); il fiume Indo discende tra le catene dello Zanskar e del Ladakh; mentre il fiume Shyok ha origine nella catena del Karakoram. A sud del Pir Panjal si estende il prolungamento nordoccidentale della catena degli Shiwalik (con altitudini variabili tra i 200 e i 300 metri), che interessa la parte meridionale delle colline di Hazara e Murree e comprende le alture che circondano Rawalpindi e la vicina Islamabad.
Oltre la catena del Karakoram, all'estremo nord, si trova la Regione Autonoma Uigura dello Xinjiang (Cina); a nord-ovest, oltre l'Hindu Kush, si estendono i Pamir, dai quali il solo Corridoio del Wakhan (una stretta striscia di territorio afghano) separa il Pakistan dal Tagikistan. Il massiccio himalayano venne attraversato per la prima volta nel 1970, quando ingegneri cinesi e pakistani completarono la Karakoram Highway attraverso la catena del Karakoram, collegando la città di Gilgit (nel Gilgit-Baltistan) con Kashgar (Kashi) nello Xinjiang. Questa strada, considerata una meraviglia della tecnologia moderna, facilita un notevole volume di scambi commerciali tra i due paesi, pur avendo promosso uno scarso scambio culturale.
La barriera montuosa settentrionale influenza i modelli di precipitazione in Pakistan, intercettando i venti monsonici (portatori di pioggia) provenienti da sud. Inoltre, la neve che si scioglie e le acque di fusione glaciale alimentano i fiumi, incluso l'Indo, che emergono dalle catene orientate est-ovest per dirigersi verso sud. Il ghiacciaio Siachen, uno dei più lunghi ghiacciai montani al mondo, alimenta il fiume Nubra, affluente dello Shyok. I numerosi ghiacciai della regione, in particolare quelli della catena del Karakoram, sono tra i pochi al mondo ad aver aumentato la loro estensione dalla fine del XX secolo.
Le regioni settentrionali e occidentali del paese sono soggette a frequente attività sismica, una conseguenza naturale di un sistema montuoso geologicamente giovane. Lievi scosse sismiche sono comuni in tutta l'area, ma si sono verificati anche terremoti severi e altamente distruttivi, aggravati dalla scarsa qualità delle costruzioni e dalla posizione precaria di molti edifici in montagna. Tra i principali eventi sismici verificatisi in tempi storici recenti si annoverano quelli del 1935, 1945, 1974 e 2005. Gli ultimi due colpirono le regioni più settentrionali del paese; il terremoto del 2005, con epicentro nella regione montuosa di confine tra la Provincia della Frontiera del Nord-Ovest (oggi Khyber Pakhtunkhwa) e l'Azad Kashmir, causò la morte di circa 80.000-90.000 persone e devastò l'intera area.
La popolazione di questa inospitale regione settentrionale è generalmente rada, sebbene in alcune aree favorevoli risulti densa. Nella maggior parte degli insediamenti di piccole dimensioni della zona, la coltura principale è l'orzo; la frutticoltura, con particolare rilievo per le albicocche, riveste un'importanza speciale. Il legname, costituito principalmente da specie di pino, è presente in alcune aree, ma la sua distribuzione varia in base alle precipitazioni e all'altitudine. Numerosi pendii sono stati privati della copertura vegetale a causa dell'eccessivo abbattimento di alberi e del sovrapascolo.

### L'Hindu Kush e le montagne occidentali

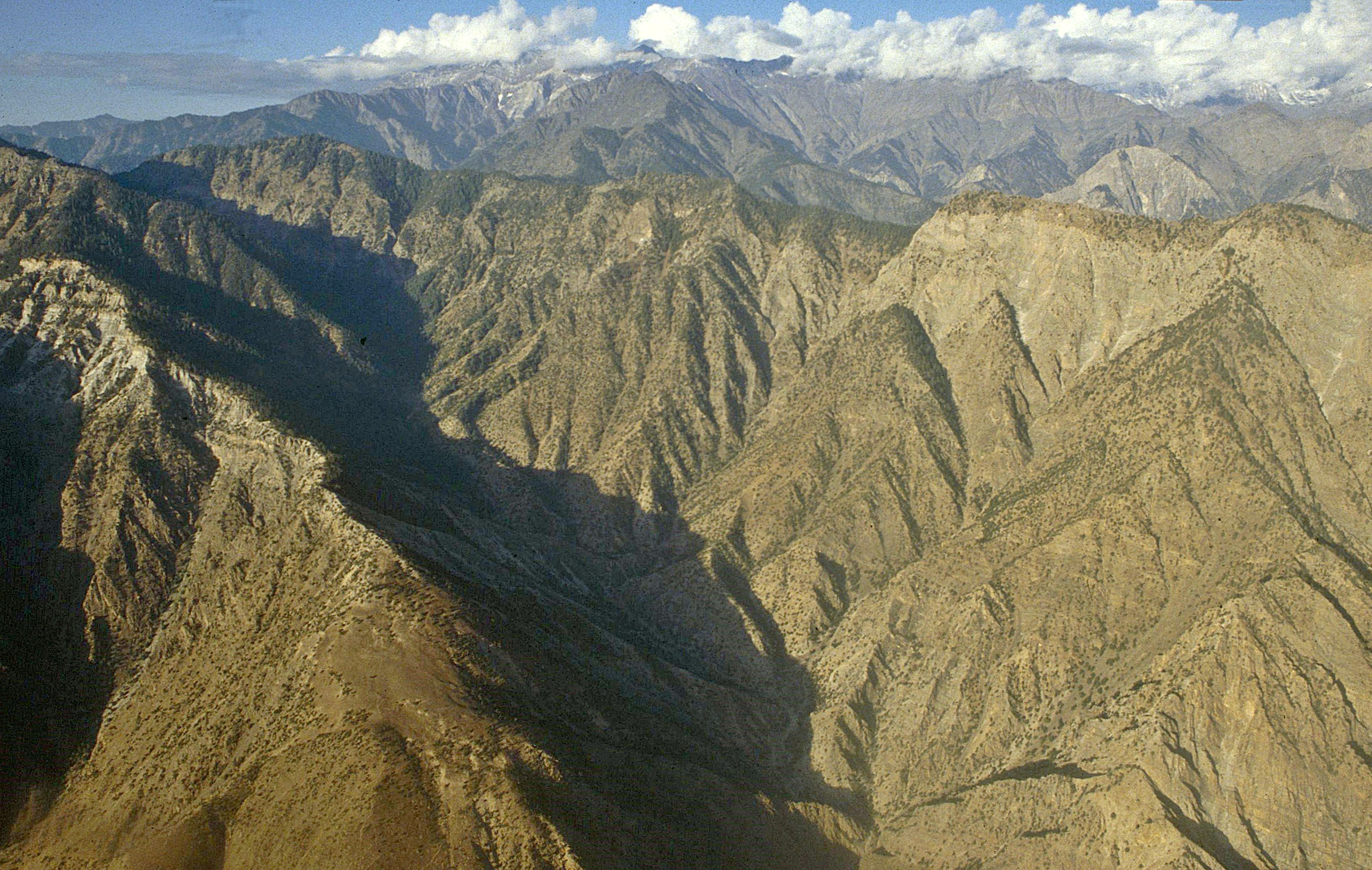
Veduta dell'Hindu Kush (distretto di Chitral).

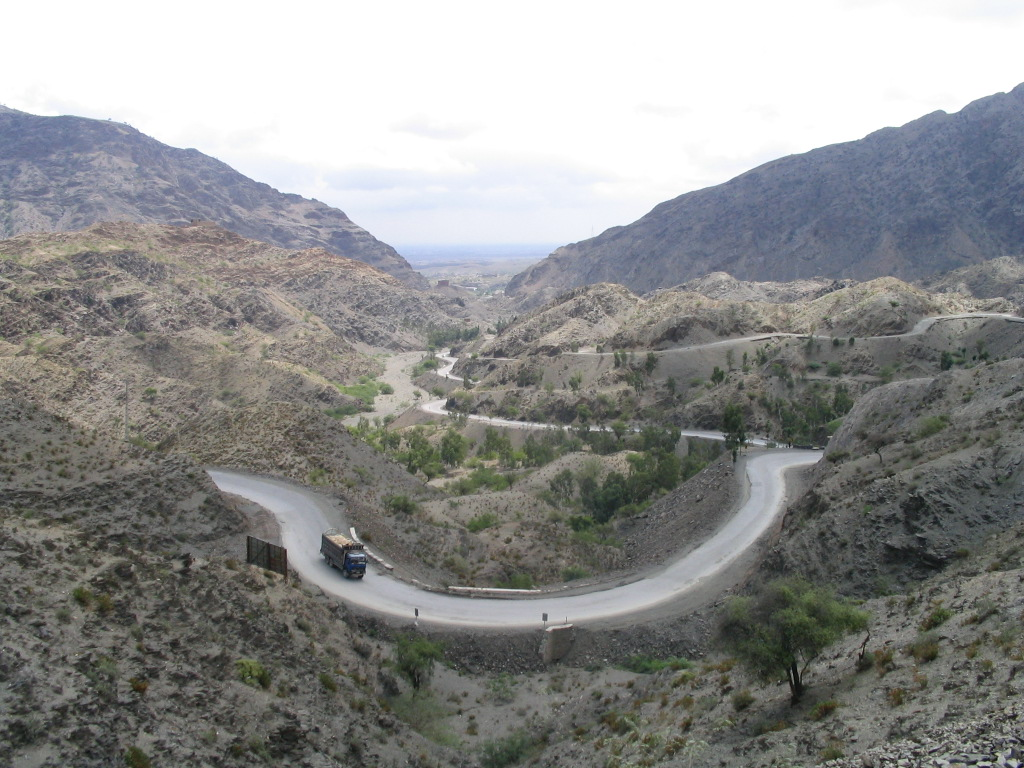
Il passo Khyber, lungo il confine nord-occidentale con l'Afghanistan.

Nell'estremo nord del Pakistan, l'Hindu Kush si dirama verso sud-ovest a partire dal nodo orogenico noto come Pamir Knot. Le dorsali dell'Hindu Kush si estendono generalmente da nord-est a sud-ovest, mentre quelle del Karakoram si sviluppano in direzione sud-est/nord-ovest a partire dal medesimo nodo. L'Hindu Kush è costituito da due catene distinte: una dorsale principale, attraversata da corsi d'acqua trasversali, e una catena spartiacque situata a ovest della principale, in Afghanistan, che separa il sistema fluviale dell'Indo dal bacino di drenaggio dell'Amu Darya (l'antico fiume Oxus). Dall'Hindu Kush si diramano vari contrafforti che si estendono verso sud attraversando le aree di Chitral, Dir e Swat, nel Khyber Pakhtunkhwa. Questi rami presentano vallate profonde e strette lungo i fiumi Kunar, Panjkora e Swat. Nella sezione più settentrionale, le catene montuose sono ricoperte da neve e ghiacci perenni; tra le vette più elevate si annovera il Tirich Mir, che raggiunge i 7.690 metri. I versanti vallivi sono generalmente spogli a causa dell'isolamento dalle influenze portatrici di precipitazioni. Procedendo verso sud, la regione è ampiamente coperta da foreste di deodar (un tipo di cedro) e pini, con vaste aree di praterie.
La catena dello Spīn Ghar, situata a sud del fiume Kabul e formando il confine con l'Afghanistan, si sviluppa approssimativamente da est a ovest e raggiunge ovunque un'altitudine di circa 4.300 metri. I suoi rilievi marginali si estendono nel distretto di Kohat, nel Khyber Pakhtunkhwa. A sud della catena dello Spīn Ghar si trovano le colline del Waziristan, attraversate dai fiumi Kurram e Tochi; più a sud scorre il fiume Gumal. Ampi passi montani si trovano a sud del fiume Kabul. Procedendo da nord a sud essi sono: il Khyber, il Kurram, il Tochi, il Gomal e il Bolan. Il Khyber Pass riveste particolare interesse storico: abbastanza ampio da permettere il passaggio di grandi contingenti militari, ha rappresentato spesso il punto d'ingresso per le armate dirette alla conquista del subcontinente.
A sud del fiume Gumal, la catena dei Sulaiman si estende approssimativamente da nord a sud. Il punto più elevato di questa catena, il Takht-i-Sulaiman, presenta due picchi gemelli, il più alto dei quali raggiunge i 5.633 metri. La catena dei Sulaiman degrada verso sud nei rilievi di Marri e Bugti. I Sulaiman e, più a sud, la bassa catena dei Kīrthar separano l'altopiano del Belucistan dalla pianura dell'Indo.

### L'altopiano del Belucistan
L'estesa tavola dell'altopiano del Belucistan presenta una notevole varietà di caratteristiche fisiche. Nel nord-est, un bacino centrato sulle città di Zhob e Loralai forma un'appendice con un reticolo a graticcio, circondata su tutti i lati da catene montuose. A est e sud-est si trova la catena dei Sulaiman, che si congiunge alla catena centrale dei Brahui nei pressi di Quetta, mentre a nord e nord-ovest si estende la catena del Toba Kakar (che più a ovest prende il nome di catena del Khwaja Amran). Il terreno collinare si attenua progressivamente verso sud-ovest nella forma della catena del Ras Koh. Il piccolo bacino di Quetta è circondato su tutti i lati da rilievi montuosi. L'intera area appare come un nodo di alte catene montuose. A ovest della catena del Ras Koh, la morfologia generale del Belucistan nord-occidentale è costituita da una serie di altopiani di bassa quota interrotti da rilievi collinari. A nord, le colline di Chagai delimitano una regione di vero deserto, caratterizzata da drenaggio endoreico e hamun (playa).
Il Belucistan meridionale è una vasta regione selvaggia dominata da catene montuose, tra le quali la catena centrale dei Brahui costituisce l'asse principale. La catena più orientale, quella dei Kīrthar, è affiancata a ovest dalla catena del Pab. Altre catene montuose importanti del Belucistan meridionale sono la catena centrale del Makran e la catena costiera del Makran, il cui versante ripido a sud separa la pianura costiera dal resto dell'altopiano. Il tracciato costiero del Makran è composto prevalentemente da distese pianeggianti di fango circondate da dorsali di arenaria. L'isolamento della pianura arida è stato in parte superato grazie a un progetto di sviluppo in corso presso Gwadar, collegato a Karachi mediante un sistema stradale potenziato.

### L'altopiano submontano
Situato a sud della bastionata montuosa settentrionale, l'altopiano submontano si suddivide in quattro distinte sezioni: le pianure Trans-Indo, l'altopiano di Potwar, la Salt Range e la regione di Sialkot.
Le pianure Trans-Indo, poste a ovest del fiume Indo, comprendono gli altopiani circondati da rilievi della valle di Peshawar e delle aree di Kohat e Bannu, che costituiscono oasi nel paesaggio arido e ricoperto di vegetazione xerofila del Khyber Pakhtunkhwa. Tra queste, la valle di Peshawar è la più fertile. Gran parte della zona è ricoperta da detriti alluvionali di ghiaia o argilla, formati da particelle sciolte o frammenti separati dalle masse rocciose per effetto dell'erosione e di altri agenti. Le precipitazioni annue sono generalmente comprese tra 250 e 380 mm e la maggior parte delle aree coltivate della valle di Peshawar è irrigata tramite canali.
L'area di Kohat risulta meno sviluppata rispetto alla valle di Peshawar. Le precipitazioni annue sono di circa 400 mm. Solo una piccola percentuale delle terre coltivate è irrigata tramite canali e le risorse idriche sotterranee non sono adeguatamente sfruttate, sebbene la falda acquifera sia generalmente superficiale. Gran parte del territorio è caratterizzato da vegetazione arbustiva e pascoli di scarsa qualità. La regione è frammentata da dorsali calcaree, e il fondo calcareo irregolare è variamente riempito da argille lacustri, ghiaia o massi.
A Bannu, circa un quarto delle terre coltivate è irrigato. Le precipitazioni annue sono basse, pari a circa 275 mm. In entrambe le aree di Kohat e Bannu si allevano pecore dalla coda grassa, cammelli e asini; la lana rappresenta una coltura commerciale di rilievo.
L'altopiano di Potwar copre una superficie di circa 13.000 km² e si trova a un'altitudine compresa tra circa 350 e 575 metri. È delimitato a est dal fiume Jhelum e a ovest dal fiume Indo. A nord è limitato dalla catena di Kala Chitta e dalle colline di Margala (circa 900-1.500 metri). Verso sud degrada gradualmente nella Salt Range, che presenta una scarpata ripida con altitudini fino a circa 600 metri più a sud. Il centro dell'altopiano di Potwar è occupato dal bacino strutturalmente depresso del fiume Soan. Il terreno generale del bacino è composto da un reticolo di burroni profondi, localmente noti come khaderas, incisi nei morbidi strati dello Shiwalik che costituiscono l'intera area. Lo strato superficiale è formato da limo loessico trasportato dal vento, che si degrada in sabbia e ghiaia verso i versanti collinari. La piccola pianura di Rawalpindi, a nord, ospita le città gemelle di Rawalpindi e Islamabad.
L'altopiano di Potwar riceve precipitazioni annue moderate, in media tra 380 e 510 mm. Le precipitazioni sono leggermente superiori a nord-ovest, mentre il sud-ovest è molto arido. Il paesaggio è inciso ed eroso da corsi d'acqua che, durante le piogge, scavano il terreno e asportano il suolo. I torrenti sono in genere profondamente incassati e di scarsa o nulla utilità per l'irrigazione. È generalmente un'area agricola povera, con una popolazione che esercita una pressione eccessiva sulle risorse disponibili.
La Salt Range è un territorio estremamente arido che segna il confine tra la regione submontana e la pianura del fiume Indo a sud. Il punto più alto della Salt Range, il Monte Sakesar, raggiunge i 1.522 metri. La Salt Range riveste particolare interesse geologico in quanto presenta la sequenza stratigrafica più completa al mondo, nella quale affiorano rocce databili dal Cambriano inferiore (circa 540 milioni di anni fa) fino all'Epoca Pleistocenica (circa 2,6 milioni a 11.700 anni fa), in una successione ininterrotta.
La regione di Sialkot è una stretta area submontana situata a nord-est. A differenza dell'altopiano di Potwar, è una regione agricola ricca. Le precipitazioni variano tra 650 e 900 mm annui e la falda acquifera è alta, facilitando l'irrigazione tramite pozzi e tubi-pozzo; il suolo è pesante e altamente fertile. La distribuzione della popolazione è densa e le terre sono suddivise in piccole aziende agricole soggette a coltivazione intensiva.

### La pianura del fiume Indo
La pianura del fiume Indo è una vasta estensione di terre fertili che copre circa 518.000 km², con una pendenza dolce che degrada dal pedemonte himalayano, a nord, fino al Mar Arabico, a sud. La pendenza media è di appena 1 metro ogni 5 km. A eccezione dei micro-rilievi, la pianura è priva di caratteristiche morfologiche marcate. Può essere suddivisa in due sezioni, la pianura superiore e la pianure inferiore dell'Indo, in base alle differenze fisiografiche. La pianura superiore è drenata dall'Indo e dai suoi affluenti – Jhelum, Chenab, Ravi, Beas e Sutlej – che formano sistema sviluppato di interfluvî, localmente noti come doab, nella provincia del Punjab (panj āb, «cinque acque» in riferimento ai cinque fiumi). Nella pianura inferiore, il fiume Indo assume un carattere nilotico, ossia forma un unico grande corso d'acqua senza affluenti significativi. La pianura si restringe formando un corridoio presso Mithankot, dove la catena dei Sulaiman si avvicina alla pianura e l'Indo confluisce con il suo ultimo grande affluente, il fiume Panjnad (che è la confluenza dei cinque fiumi del Punjab). Le inondazioni rappresentano un problema ricorrente, specialmente lungo il corso dell'Indo, a causa delle piogge intense (solitamente tra luglio e agosto).
La pianura superiore dell'Indo comprende tre suddivisioni: il pedemonte himalayano, i doab e il pedemonte dei Sulaiman (localmente noto come Derajat). Il pedemonte himalayano, o zona sub-Shiwalik, è una stretta fascia di terra dove i fiumi abbandonano il tratto montano e immettono nella pianura, acquisendo gradienti leggermente più ripidi. Quest'area è caratterizzata da numerosi ruscelli che hanno creato una topografia frammentata; questi corsi d'acqua rimangono asciutti eccetto durante la stagione delle piogge, quando si gonfiano diventando torrenti impetuosi con notevole potere erosivo. 
I doab tra i vari fiumi presentano un micro rilievo simile, costituito da quattro forme di terreno distinte: pianure alluvionali attive, pianure di meandro, pianure di copertura e interfluvî lobati. La pianura alluvionale attiva (nota localmente come khaddar o bet), adiacente al fiume, è spesso definita «il letto estivo dei fiumi» poiché viene sommersa quasi ogni stagione delle piogge. È soggetta a variazioni nei corsi fluviali, anche se in molte aree sono stati costruiti bund (argini artificiali) ai margini esterni per contenere le acque durante le piogge. Adiacente alla pianura attiva si trova la pianura di meandro, che occupa terreni più elevati e ospita barre, laghi a meandro (oxbow), canali estinti e argini naturali. La pianura di copertura è una distesa di alluvioni recenti che ricoprono le precedenti forme fluviali. Gli interfluvî lobati, o bars, sono le porzioni centrali e più elevate dei doab, costituite da vecchie alluvioni di tessitura relativamente uniforme. I margini di queste aree sono formati da scarpate fluviali che, in alcuni luoghi, superano i 6 metri di altezza. La superficie generalmente pianeggiante è interrotta da piccole depressioni nelle zone di Chiniot e di Sangla Hill, nei pressi delle molto erose colline di Kirana, che si elevano in pinnacoli frastagliati e sono considerate propaggini della catena Aravali dell'India.

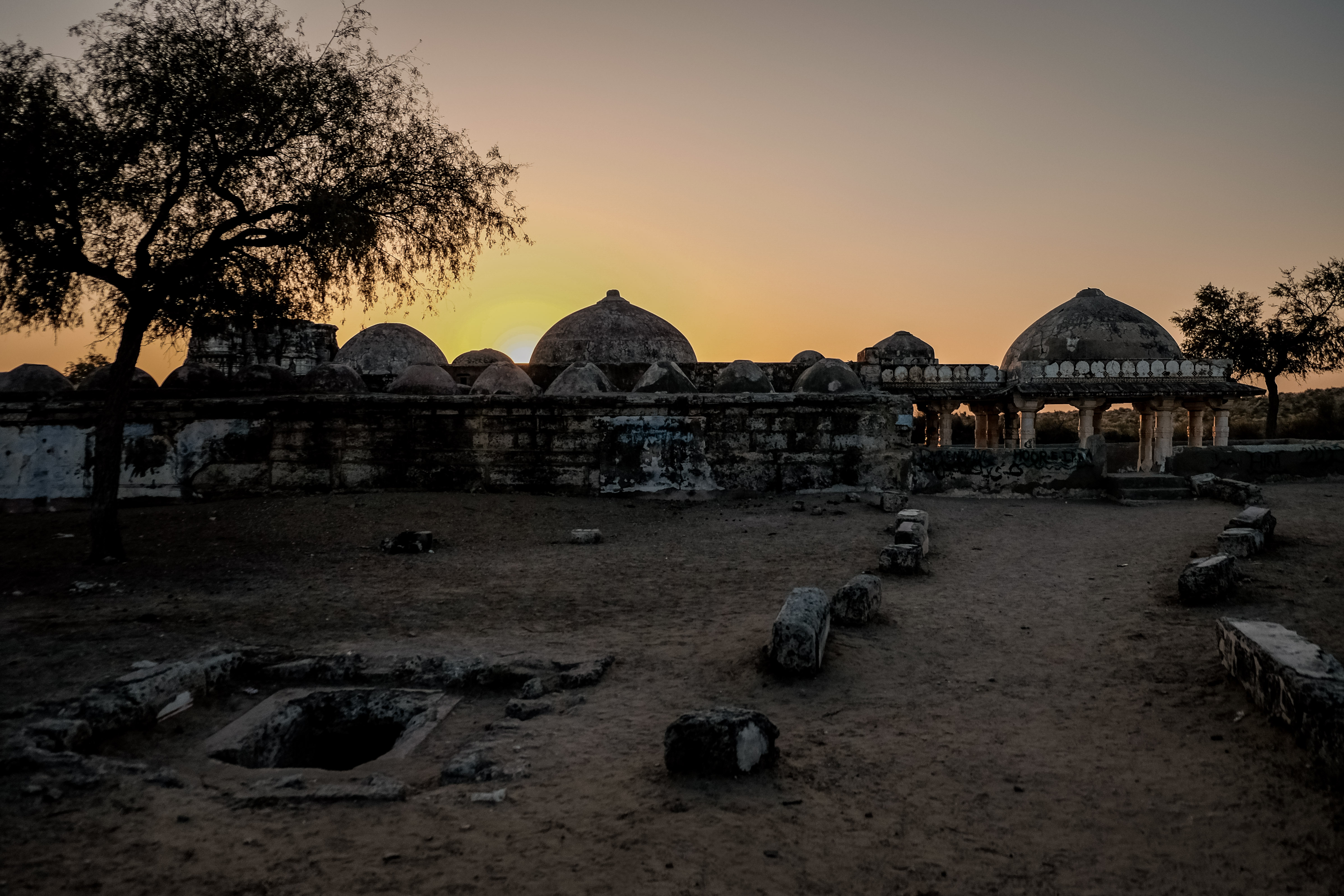
Antiche rovine nel Sind.

Il più vasto ma meno produttivo dei doab è il Sindh Sagar Doab, tra i fiumi Indo e Jhelum e prevalentemente desertico. I doab a est di esso rappresentano invece le terre agricole più fertili del paese. Prima dell'introduzione dell'irrigazione, alla fine del XIX secolo, gran parte dell'area era desolata a causa delle scarse precipitazioni. Tuttavia, l'irrigazione ha avuto effetti ambivalenti, causando anche problemi di saturazione idrica e salinizzazione in alcune zone. Per affrontare tali problemi, il governo pakistano, con il sostegno finanziario di agenzie internazionali come la Banca Mondiale, ha costruito tra gli anni '80 e '90 il Left Bank Outfall Drain (LBOD), un grande canale artificiale a est e parallelo al corso dell'Indo per convogliare le acque salmastre delle pianure del Punjab e del Sindh verso la costa del Mar Arabico nella regione di Badin (Sindh sud-orientale). Tuttavia, il mal progettato tidal drain (scarico di marea) ha causato un disastro ambientale: grandi aree di terre coltivate e laghi di acqua dolce sono stati invasi da acque salmastre, distruggendo colture e risorse ittiche. Il problema è stato aggravato da eventi meteorologici estremi, tra cui un ciclone tropicale nel 1999 e piogge torrenziali 2007, che hanno causato numerosi decessi e lo sfollamento di decine di migliaia di persone. Dopo le tempeste del 2007, la popolazione di Badin ha chiesto al governo di cessare l'utilizzo del LBOD.
Il pedemonte dei Sulaiman differisce da quello himalayano per la sua generale aridità. Solcato da numerosi corsi d'acqua e wadi, il suo rilievo è ondulato. I corsi d'acqua hanno pendenze relativamente ripide, le pianure alluvionali sono strette e la riva destra dell'Indo si eleva talvolta appena sopra il canale principale.
La pianura inferiore dell'Indo, che attraversa la provincia del Sindh, è pianeggiante, con una pendenza minima di 1 metro ogni 10 km. Il micro rilievo è simile a quello della pianura superiore. Il letto dell'Indo e le sue rive si sono sollevati rispetto alle terre circostanti a causa dell'accumulo di sedimenti trasportati dal fiume; nonostante la presenza di argini di protezione lungo il corso fluviale, i terreni sabbiosi e argillosi tendono a cedere durante le inondazioni, provocando frequenti variazioni nel percorso del fiume. La superficie pianeggiante è interrotta a Sukkur e Hyderabad da affioramenti casuali di calcare. Il delta dell'Indo ha il suo apice nei pressi di Thatta, al di sotto del quale i rami distributari si diramano formando la pianura deltizia. A sud-est di questo punto si estende il Rann di Kachchh (Kutch), un'area di paludi salmastre. Il tratto costiero è basso e pianeggiante, eccetto dove le colline di Pabbi raggiungono la costa tra Karachi e Ras Muari (Capo Monze).
Il lago Manchhar, una zona paludosa a ovest dell'Indo, copre una superficie di 36 km² durante la stagione secca, ma si estende fino a 500 km² durante le piene, diventando uno dei più grandi laghi di acqua dolce dell'Asia meridionale. La qualità delle acque sotterranee nella pianura dell'Indo varia: nella zona meridionale (Sindh) è prevalentemente salina e inadatta all'uso agricolo. Ampie aree, sia nella zona settentrionale che in quella meridionale della pianura, sono state interessate da fenomeni di saturazione idrica e salinizzazione. Nel sud, il delta dell'Indo (in netto contrasto con il delta del Gange-Brahmaputra) è una zona selvaggia e inospitale. Quando le alte maree coincidono con le piene dell'Indo, il litorale può essere sommerso fino a 30 km verso l'interno.

### Le aree desertiche
La porzione sud-orientale della pianura dell'Indo, dall'area orientale di Bahawalpur fino alla regione di Thar Parkar, nel sud, è un deserto tipico, estensione del deserto di Thar che si estende tra il Pakistan e l'India. Essa è separata dalla zona irrigata centrale della pianura dal letto asciutto del fiume Ghaggar a Bahawalpur e dal canale orientale di Nara nel Sindh. Il deserto è conosciuto con diversi nomi: deserto di Cholistan o Rohi nella regione di Bahawalpur e Pat o deserto di Thar nel Sindh. La superficie desertica presenta un intricato labirinto di dune e dorsali sabbiose. Gran parte del Sindh Sagar Doab, il più occidentale tra i doab del Punjab, era una landa improduttiva (nota come deserto di Thal) prima della costruzione della diga di Jinnah (Jinnah Barrage) sul fiume Indo, nei pressi di Kalabagh, nel 1946. Il sistema di canali del Thal, che deriva l'acqua dalla diga, ha trasformato alcune porzioni del deserto in terre fertili coltivate.

## Suoli
I suoli del Pakistan sono classificati come pedocal, un gruppo di suoli secchi caratterizzati da elevate concentrazioni di carbonato di calcio e da un basso contenuto di sostanza organica; sono tipici di territori con precipitazioni scarse e irregolari. I principali raggruppamenti pedologici sono i suoli del bacino dell'Indo, i suoli montani e i suoli sabbiosi desertici. Tuttavia, le modalità stesse di formazione dei suoli determinano una notevole diversificazione anche su piccole aree. Questi suoli variano per tessitura, composizione chimica, colore e contenuto organico da un luogo all'altro.
I suoli del bacino dell'Indo sono costituiti prevalentemente da spessi depositi alluvionali di origine recente trasportati e depositati dai fiumi. I suoli situati in prossimità dei corsi d'acqua sono i più recenti e variano nella tessitura dalla sabbia al silt loam e ai silty clay loam. Presentano un basso contenuto di sostanza organica e sono collettivamente noti come suoli khaddar. Più lontano dal fiume, verso il centro dei doab, si estendono ampiamente suoli alluvionali più antichi (bangar), di tessitura media o fine, con basso contenuto organico ma altamente produttivi se irrigati e fertilizzati. Tuttavia, in alcune aree soggette a saturazione idrica, questi suoli presentano fenomeni di salinizzazione. Suoli fortemente alcalini si riscontrano localmente in piccole aree isolate. Nelle zone submontane con condizioni subumide, questi suoli sono non calcarei e presentano un contenuto organico leggermente superiore. Nel delta, i suoli estuarini risultano eccessivamente salini e sterili.
I suoli montani sono sia residuali (formatisi in situ) sia trasportati. I suoli residuali poco profondi si sono sviluppati lungo i pendii e nelle aree collinari frammentate. Generalmente, tali suoli sono fortemente calcarei e con basso contenuto organico, sebbene in condizioni subumide il contenuto organico tenda ad aumentare.
I suoli sabbiosi desertici ricoprono l'area di Cholistan, nel Sindh Sagar Doab, e il Belucistan occidentale. Includono sia suoli sabbiosi mobili sia suoli argillosi di pianura alluvionale. Comprendono suoli moderatamente calcarei e suoli eolici (trasportati dal vento).

## Clima
L'aridità è l'aspetto climatico più dominante del Pakistan, e la natura continentale del paese si riflette negli estremi di temperatura. Il Pakistan è situato ai margini di un sistema monsonico (ossia caratterizzato da stagioni umide e secche). Le precipitazioni, in tutto il territorio nazionale, sono generalmente irregolari e di volume altamente variabile. I venti monsonici portatori di pioggia – i cui limiti variano di anno in anno – soffiano a raffiche intermittenti, e la maggior parte dell'umidità si concentra durante l'estate. Le tempeste tropicali provenienti dal Mar Arabico apportano precipitazioni alle zone costiere, ma anch'esse presentano una natura variabile.
L'efficienza delle precipitazioni monsoniche è scarsa, a causa della loro concentrazione tra l'inizio di luglio e la metà di settembre, periodo in cui le alte temperature massimizzano le perdite per evaporazione. Nel nord, la precipitazione media annua è di 330 mm a Peshawar e raggiunge i 950 mm a Rawalpindi. Nelle pianure, tuttavia, la precipitazione media annua diminuisce generalmente da nord-est a sud-ovest, passando da circa 500 mm a Lahore a meno di 130 mm nel corridoio del fiume Indo e 90 mm a Sukkur. Sotto l'influenza marittima, le precipitazioni aumentano leggermente fino a circa 155 mm a Hyderabad e 200 mm a Karachi.
La linea di precipitazione di 500 mm, che si estende in direzione nord-ovest a partire dalle vicinanze di Lahore, delimita l'altopiano di Potwar e una parte della pianura dell'Indo nord-orientale; queste aree ricevono precipitazioni sufficienti per l'agricoltura secca (coltivazioni senza irrigazione). A sud di questa regione, la coltivazione era storicamente limitata principalmente alle fasce fluviali fino all'introduzione dell'irrigazione. Gran parte dell'altopiano del Belucistan, in particolare nelle sezioni occidentale e meridionale, è eccezionalmente arida.
Il clima continentale del Pakistan è caratterizzato da forti variazioni di temperatura, sia stagionali che diurne. Le elevate altitudini modificano il clima nelle fredde montagne settentrionali, coperte di neve; le temperature sull'altopiano del Belucistan sono relativamente più alte. Lungo la fascia costiera, il clima è mitigato dalle brezze marine. Nel resto del paese, le temperature estive raggiungono estremi notevoli; la temperatura media di giugno nelle pianure è di circa 38 °C, con massime che possono superare i 47 °C. Jacobabad, nel Sindh, ha registrato la temperatura più alta del Pakistan: 53 °C. Durante l'estate, venti caldi noti come loo soffiano attraverso le pianure durante il giorno. Gli alberi perdono le foglie per ridurre la perdita eccessiva di umidità. Il tempo secco e caldo è occasionalmente interrotto da tempeste di polvere e temporali che abbassano temporaneamente la temperatura. Le serate sono fresche; la variazione diurna della temperatura può raggiungere i 11-17 °C. Gli inverni sono freddi, con temperature minime medie di circa 4 °C nel mese di gennaio.

## Flora e fauna
Le differenze di latitudine, altitudine, tipologia di suolo e clima hanno favorito una notevole varietà di vegetazione. La flora xerofila delle aree desertiche è costituita da arbusti spinosi nani, prevalentemente acacie. Le pianure presentano un aspetto simile a quello di una savana alberata, con alberi sparsi. Foreste arbustive secche, note come rakh, si sviluppano in alcune porzioni delle pianure aride. Nei contrafforti e nelle pianure settentrionali e nordoccidentali si trovano foreste di arbusti, principalmente acacie e olivo selvatico. Nelle aree più umide delle montagne settentrionali e nordoccidentali crescono foreste sempreverdi di conifere a legno tenero, con la presenza di alcune specie a foglia larga. Abete rosso (Picea), deodar (Cedrus deodara), pino blu (Pinus wallichiana) e abete bianco sono le principali conifere. Alle altitudini inferiori, al di sotto dei 900 metri, predominano latifoglie quali querce, aceri, betulle, noci e castagni. Le conifere rappresentano una risorsa importante per il legname commerciale. Nel paesaggio arido dell'altopiano di Potwar, alcune colline presentano una copertura boschiva molto rada. Nelle catene settentrionali dell'altopiano del Belucistan si trovano alcuni boschetti di pini e olivi. Il babul (Acacia arabica) è comune nella valle dell'Indo, insieme a numerose specie di alberi da frutto. La copertura forestale del paese è naturalmente scarsa e ha subito un'ulteriore riduzione a causa dell'eccessivo disboscamento e del sovrapascolo.
La distruzione degli habitat naturali e la caccia eccessiva hanno ridotto l'estensione della fauna selvatica in ampie aree del paese, anche se alcune zone ospitano ancora popolazioni abbondanti. La varietà di grandi mammiferi presenti nelle montagne settentrionali comprende orsi bruni, orsi neri asiatici (Ursus thibetanus, noto anche come orso himalayano), leopardi, rari leopardi delle nevi, stambecchi siberiani (Capra ibex sibirica) e ovini selvatici, tra cui markhor, pecore di Marco Polo (Ovis ammon polii, una varietà di argali) e capre selvatiche di Chiltan (Capra aegagrus chialtanensis).
Il lago Manchhar, nel Sindh, ospita numerosi uccelli acquatici, tra cui germani reali, alzavole, mestoloni, spatole, oche, moriglioni e anatre di legno. Coccodrilli, gaviali (rettili simili ai coccodrilli), pitoni e cinghiali abitano l'area del delta del fiume Indo. Lo stesso fiume Indo ospita il delfino del fiume Indo, un cetaceo d'acqua dolce la cui popolazione è stata gravemente minacciata da caccia, inquinamento e dalla costruzione di dighe e sbarramenti. Almeno due specie di tartarughe marine – la verde e la olive ridley – nidificano lungo la costa del Makran.
Le gazzelle del deserto sono ampiamente distribuite e comprendono il nilgai, la chinkara (Gazella gazella bennetti) e il muntjak. Sciacalli, volpi e varie specie di felini selvatici (tra cui linci eurasiatiche, caracal, gatti pescatori e gatti della giungla [Felis chaus]) sono anch'essi presenti in tutto il paese. Nonostante occasionali segnalazioni di avvistamenti, il ghepardo asiatico è probabilmente estinto in Pakistan. A partire dagli anni '70 è stata istituita una rete di parchi nazionali e riserve faunistiche. Tuttavia, diverse specie sono state dichiarate in pericolo di estinzione, tra cui il delfino del fiume Indo, il leopardo delle nevi e il gaviale.